# Pieve di Santo Stefano (Vallecchia)
La pieve di Santo Stefano di Versilia è una chiesa di origine romanica che si trova a Vallecchia, frazione del comune di Pietrasanta. Come tutte le pievi, si trova lungo la Via Francigena, la quale passa proprio davanti alla sua facciata. Il campanile si trova sulla destra e la sua ristrutturazione risale al primo decennio del XXI secolo.
Le prime informazioni sulla pieve si hanno in un documento datato 881 d.C., e in seguito nelle bolle pontificie, dove la piccola chiesa viene denominata genericamente Pieve di Versilia, e solo dopo diversi anni viene ad affermarsi come pieve di Vallecchia.
Le fondamenta del complesso sono riconducibili all'VIII secolo d.c., mentre l'architettura attuale è dell'XI secolo.

## Storia
Il territorio versiliese era stato fortificato come presidio di confine del dominio bizantino. Dopo la conquista di Rotari divenne parte integrante del Ducato di Lucca, e fu da qui che i Longobardi presero gradualmente il controllo di tutta la costa. 
L'area, che fu spesso teatro di guerre tra Lucca e Pisa, diventò stabile solo molti anni quando passò a Pietrasanta, con la conseguente annessione allo stato fiorentino, avvenuta nel XIV secolo.
La chiesa è stata sottoposta a continui restauri a causa di terremoti, alluvioni o guerre.
Le parti più antiche sono state costruite usando come materia prima il marmo locale proveniente dal monte Solaio, mentre le ultime opere di ricostruzione sono state messe in atto a seguito della seconda guerra mondiale.

## Architettura
L'edificio, a tre navate con la centrale che va a concludersi con un'abside semicircolare, è stato costruito su uno spiazzo successivamente recintato che include la casa parrocchiale e il campanile.

Di grande rilievo è la facciata della chiesa, che possiede al centro un importante portale d'ingresso, sormontato da un rosone in marmo neoclassico, affiancato su entrambi i lati da due portoni più discreti.